# Teatro Bibi Ferreira
Teatro Bibi Ferreira é um teatro localizado na cidade de São Paulo.
Teatro foi inaugurado em 1973. Localizado na Avenida Brigadeiro Luís Antônio, uma das avenidas mais famosa do Brasil. No inicio eram apenas duas casas da década de 50. Aos pouco se tornaria palco para grandes espetáculos de São Paulo. Seu primeiro espetáculo foi encenado pelo Ator, Diretor e grande Autor Ronaldo Ciambroni. Batizando assim o espaço como Teatro.
Teatro Bibi Ferreira um dos mais antigos e tradicionais Teatro de São Paulo, com sua fachada tombada, não permite grandes modificações em sua construção. Com capacidade para 294 pessoas, possui uma sala aconchegante, as cadeiras muito próxima ao palco, permitindo uma ótima visão de qualquer local da platéia. Possui acesso a cadeirante, fraldário, ar condicionado e uma lanchonete recém reformada, com varias opções de salgados,  bolos, sanduíche naturais e salada de frutas. Foram também estaladas máquinas de pipoca 0% gordura e pipocas gourmet.
Com um grande repertório de espetáculos infantis e comédias.
Em 28 de setembro de 2014, foi publicado na Folha de S.Paulo o resultado da avaliação feita pela equipe do jornal ao visitar os sessenta maiores teatros da cidade de São Paulo. O local foi premiado com três estrelas, uma nota "regular", com o consenso: "A arquitetura deixa claro que ele foi pouco modificado ao longo dos anos: há características antigas, como a bilheteria na calçada. A sala garante boa visão do palco de qualquer assento e há boa distância entre as poltronas."